# Lactarius resimus
Lactarius resimus é um fungo que pertence ao gênero de cogumelos Lactarius na ordem Russulales. É considerado uma iguaria na Rússia e em alguns outros países da Europa Oriental. Lá ele é tido como um dos três mais saborosos cogumelos comestíveis, junto com Boletus edulis e Lactarius deliciosus.